# Baron Holland
Baronowie Holland 1. kreacji (parostwo Wielkiej Brytanii)
- 1762–1774: Georgina Carolina Fox, 1. baronowa Holland
- 1774–1774: Stephen Fox, 2. baron Holland
- 1774–1840: Henry Richard Vassall-Fox, 3. baron Holland
- 1840–1859: Henry Edward Fox, 4. baron Holland

Baronowie Holland of Foxley 1. kreacji (parostwo Wielkiej Brytanii)
- 1762–1774: Henry Fox, 1. baron Holland of Foxley
- po jego śmierci tytuł połączony ze wcześniejszym tytułem barona Holland